# Хеллер, Зои
Зои Кейт Хинд Хеллер (англ. Zoë Kate Hinde Heller; 7 июля 1965 года, Лондон, Великобритания) — английская писательница-романист, журналист.

## Происхождение и молодость
Хеллер родилась в Сент-Панкрасе в Лондоне. Её отец — Лукас, немецкий еврей-эмигрант и сценарист («Тише, тише, милая Шарлотта» — за это получил премию Эдгара Аллана По; «Что случилось с Бэби Джейн?»; «Грязная дюжина» и др.). Он эмигрировал в детстве с родителями из Германии как беженец в Англию. Её мать — Кэролайн (урождённая Картер) из английских квакеров, играла важную роль в поддержании лейбористской партии. Её родители разошлись, когда она была маленькой. Она росла с матерью, но отец как писатель оказал на неё сильное влияние. Родители рано умерли. Зои Хеллер была младшим ребёнком из четырёх детей её отца и матери. Брат — Бруно Хеллер, сценарист, один из создателей телесериала «Рим» и создатель телесериала «Менталист». Две её сестры живут в Лондоне.
В 1983 году она окончила общеобразовательную школу Хавершток вместе с будущим политиком Лейбористской партии Дэвидом Милибэндом. Затем она изучала английский язык в колледже Св. Анны при Оксфорде. Потом обучалась в Колумбийском университете в Нью-Йорке, где и получила степень магистра в 1988 году.

## Карьера
Хеллер начала свою карьеру в журналистике, как художественный писатель в ежедневной газете The Independent в Великобритании. Затем она переехала в Нью-Йорк и стала писать для американских журналов: ежемесячного Vanity Fair и еженедельного The New Yorker. Она также вела еженедельную колонку для газеты The Sunday Times в Великобритании и была обозревателем ежедневной британской газеты The Daily Telegraph. За работу в последней газете она получила ежегодную награду от Британской премии прессы в категории «обозреватель года» (2002). В 1991 году она была соавтором сценария для фильма Двадцать один год. В настоящее время, после того как прожила 18 месяцев на Багамах, сейчас живёт в Нью-Йорке.

## Публикации
Она опубликовала три романа: «Всё, что знаешь» (1999), «Скандальный дневник» (2003) и «Верующие» (2008). Критики нашли схожесть всех трёх романов в том, что все герои имеют «несимпатичный характер», и поэтому это можно считать «одной из самых интересных торговых марок» Хеллер. Можно услышать и отрицательные отзывы, в основном они похожи друг на друга и относятся к героям романов. Например такие отзывы: «О, какой чудовищный характер» или «Вы написали такого персонажа, который мне не нравится». На что Хеллер отвечает: «…они не понимают, что все мои персонажи вымышлены, и к ним следует относиться так же, как к вымышленному персонажу Шекспира Яго. Я из-за этого обижаюсь… Я понимаю, что писать вымышленные миры это не то же самое, что писать реальные истории с красивыми цифрами (прим. в датах разницы возраста). В моих произведениях герои общаются друг с другом с разными характерами, порой глубоко несимпатичными и неприятными. Вопрос не в том, нравятся ли вам они, но понимаете ли вы их».
Роман «Всё, что знаешь» о судьбе полу-немца, полу-еврея, обвинённого в убийстве своей жены. В романе главный герой читает дневник своей дочери, которая совершила самоубийство. Тема дневника потом будет развита во втором романе Хеллер.
Роман «Скандальный дневник» стал бестселлером, был в шорт-листах Букеровской премии в номинации «Художественная литература» (2003) и Британской книжной премии в номинации «Фантастика» (en:, 2003). В 2006 году была выпущена кино-версия романа с одноимённым названием, которая номинировалась на 4 премии «Оскар» в 2007 году. Между тем, сама писательница осталась не слишком довольна экранизацией романа: по ее мнению, в фильме многое утрировано и в результате акценты оказались смещены.
Роман «Верующие» отличается от её второго романа большим развитием персонажей. В этом романе, как и во втором, показаны муж и жена с большой разницей в возрасте (14 лет). Но, несмотря на это, роман мало похож на второй роман. Этот роман об одной семье евреев, которые меняют традиционные устои семьи после того, как отец семейства — атеист и адвокат, впал в кому. В 2010 году, роман был в шорт-листе Дублинской литературной премии (см. шорт-лист в англ. Википедии).
В 2009 году она написала короткий рассказ: «Что она сделала на летних каникулах» для поддержания работы проекта Оксфэм, который продаёт книги Ox-Tales для получения процентов в пользу бедных. Эти книги написаны 38 авторами Великобритании по мотивам 4 элементов: «огонь», «вода», «земля» и «воздух». Рассказ Хеллер опубликован по теме «вода».
В 2012 она сделала обзор произведений в полу-ежемесячном журнале New York Review of Books американской писательницы Наоми Вольф и британского писателя Салмана Рушди.

## Личная жизнь
Зои Хеллер сейчас живёт в Нью-Йорке с двумя дочерьми Фрэнки и Лула. Её мужа зовут Ларри.

### Видео
- Интервью с политическим советником Аланом Грегом[англ.] в Канаде о романе «Верущие».
- Интервью (18 февраля 2011) на BBC Two с писателем Себастьяном Фолксом о романе «Скандальный дневник».
- Беседа на Международном писательском фестивале (2009) с Ха Цзинем и Камилой Шамсай[англ.].